# Tungnath
El templo de Tungnath (AITS:tuņgnāth) es uno de los templos de Shiva más altos del mundo y es el más alto de los cinco templos Panch Kedar situados en el distrito de Rudraprayag, en el estado indio de Uttarakhand. Las montañas Tungnath (significado literal: Señor de los picos) forman los valles de los ríos Mandakini y Alaknanda. Se halla a una altitud de 3.680 m, y justo debajo del pico de Chandrashila. Tiene una rica leyenda vinculada a los Pandavas, héroes de la epopeya Mahabharata.

## Leyenda
Según la mitología hindú, Shiva y su esposa Parvati residen en el Himalaya: Shiva reside en el monte Kailash. Parvati también recibe el nombre de Shailaputri, que significa "hija de la montaña". Muchas leyendas populares relacionadas con la región de Garhwal, Shiva y la creación de los templos de Panch Kedar se narran en la epopeya hindú Mahabharata. Los pandavas derrotaron y mataron a sus primos, los kauravas, en la épica guerra de Kurukshetra. Querían expiar sus pecados de fratricidio (gotra hatya) y Brāhmanahatya (asesinato de brahmanes, la clase sacerdotal) durante la guerra. Así pues, entregaron las riendas de su reino a sus parientes y partieron en busca de Shiva y de sus bendiciones. En primer lugar, se dirigieron a la ciudad santa de Varanasi (Kashi), considerada la ciudad favorita de Shiva y conocida por su templo de Kashi Vishwanath. Pero Shiva quería evitarlos, ya que estaba profundamente indignado por la muerte y la deshonestidad en la guerra de Kurukshetra y, por lo tanto, era insensible a las oraciones de los Pandavas. Por lo tanto, asumió la forma de un toro (Nandi) y se escondió en la región de Garhwal.
Según la mitología hindú, al no encontrar a Shiva en Benarés, los Pandavas se dirigieron al Himalaya de Garhwal. Bhima, el segundo de los cinco hermanos Pandava, de pie a horcajadas sobre dos montañas, empezó a buscar a Shiva. Vio un toro pastando cerca de Guptakashi ("Kashi oculto", nombre derivado del acto de ocultación de Shiva). Bhima reconoció inmediatamente que el toro era Shiva. Bhima agarró al toro por la cola y las patas traseras. Pero el toro formado por Shiva desapareció en la tierra para reaparecer más tarde por partes, con la joroba levantándose en Kedarnath, los brazos apareciendo en Tungnath, la cara mostrándose en Rudranath, el nabhi (ombligo) y el estómago aflorando en Madhyamaheshwar y el pelo apareciendo en Kalpeshwar. Los Pandavas, complacidos por esta reaparición en cinco formas diferentes, construyeron templos en los cinco lugares para venerar y adorar a Shiva. Los Pandavas fueron así liberados de sus pecados.
Una variante del relato atribuye a Bhima no sólo el mérito de atrapar al toro, sino también el de impedir que desapareciera. En consecuencia, el toro se partió en cinco partes y apareció en cinco lugares del Kedar Khand de la región Garhwal del Himalaya (los brazos en Tungnath, la joroba en Kedarnath, la cara en Rudranath, el ombligo en Madhyamaheshwar y el pelo en Kalpeshwar).Tras construir los templos de Panch Kedar, los pandavas meditaron en Kedarnath en busca de la salvación, realizaron yagna (sacrificios de fuego) y, a través del camino celestial llamado Mahapanth (también llamado Swargarohini), alcanzaron el cielo o la salvación. Los templos de Panch Kedar están construidos según la arquitectura "katyuri" de los templos del Himalaya del norte de la India, y los de Kedarnath, Tungnath y Madhyamaheshwar tienen un aspecto similar.
La leyenda también afirma que Rama, el personaje central del Ramayana, meditó en el pico Chandrashila, que está cerca de Tungnath, en la India. También se dice que Ravana hizo penitencia a Shiva, el señor de los picos, cuando residía aquí.

## Adoración
El sacerdote de este templo es un brahmán local de la aldea de Makkumath, a diferencia de los demás templos de Kedar, donde los sacerdotes proceden del sur de la India, una tradición establecida por el vidente hindú del siglo VIII Adi Shankara. También se dice que los brahmanes maithani de la aldea de Makkumath ofician como sacerdotes en este templo. Durante la estación invernal, el templo se cierra y la imagen simbólica de la deidad y los sacerdotes del templo se trasladan al templo Markandeshwar de la aldea de Makkumath, que está a 29 km de aquí. Está cerca de Duggalbitha 10 km antes de Chopta dirección Ukhimath.

## Geografía

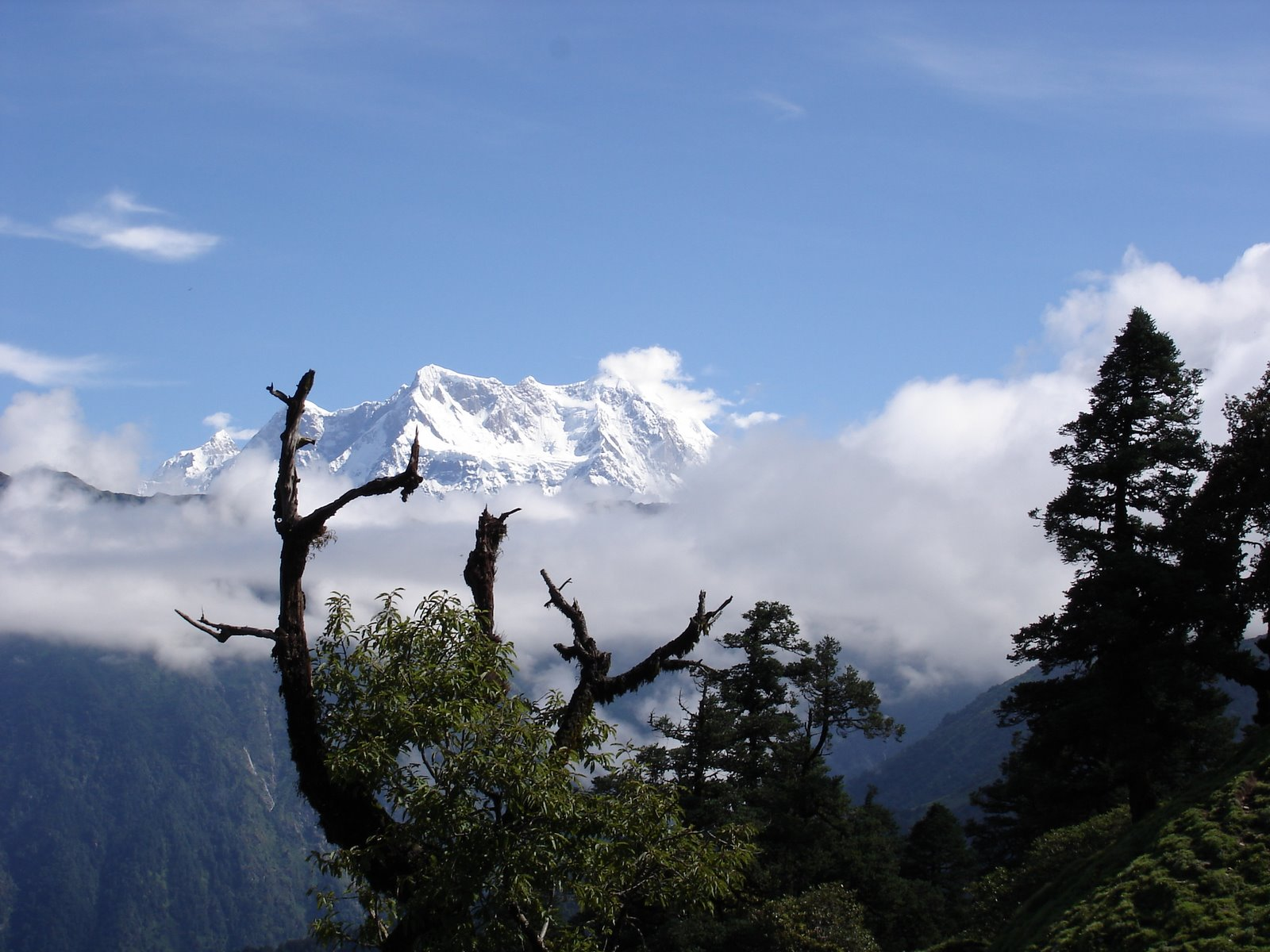
Vista del Himalaya desde Tungnath

Tungnath se encuentra en la cima de la cresta que divide las aguas del río Mandakini (que nace en Kedarnath) de las del río Alaknanda (que nace sobre Badrinath). El pico Tungnath, en esta cresta, es la fuente de tres manantiales que forman el río Akashkamini. El templo se encuentra a unos 2 km por debajo del pico Chandrashila (3.680 m). La carretera a Chopta está justo debajo de esta cresta, por lo que es el camino de herradura más corto para llegar al templo desde Chopta, en una corta distancia de unos 5 km. Desde la cima del pico de Chandrashila se pueden contemplar pintorescas vistas de la cordillera del Himalaya, que comprende los picos nevados de Nanda Devi, Panch Chuli, Banderpoonch, Kedarnath, Chaukhamba y Neelkanth por un lado, y el valle de Garhwal en el lado opuesto. El valle entre Chopta y el templo de Tunganath tiene colinas boscosas con ricas praderas alpinas con bosquecillos de rododendros y también campos agrícolas. Los rododendros, en plena floración durante el mes de marzo, muestran colores deslumbrantes que van del carmesí al rosa. Aquí se encuentra una estación botánica de gran altitud de la Universidad de Garhwal. Cerca de la cima del templo hay un refugio forestal en Dugalibitta, justo enfrente de la cordillera de Kedarnath. El Santuario de Vida Silvestre de Kedarnath, también llamado Santuario del Ciervo Almizclero de Kedarnath, creado en 1972 para preservar el ciervo almizclero, en peligro de extinción, que se encuentra en la región, cuenta también con un centro de cría de ciervos almizcleros en Kharchula Kharak, cerca de Chopta.

## Clima

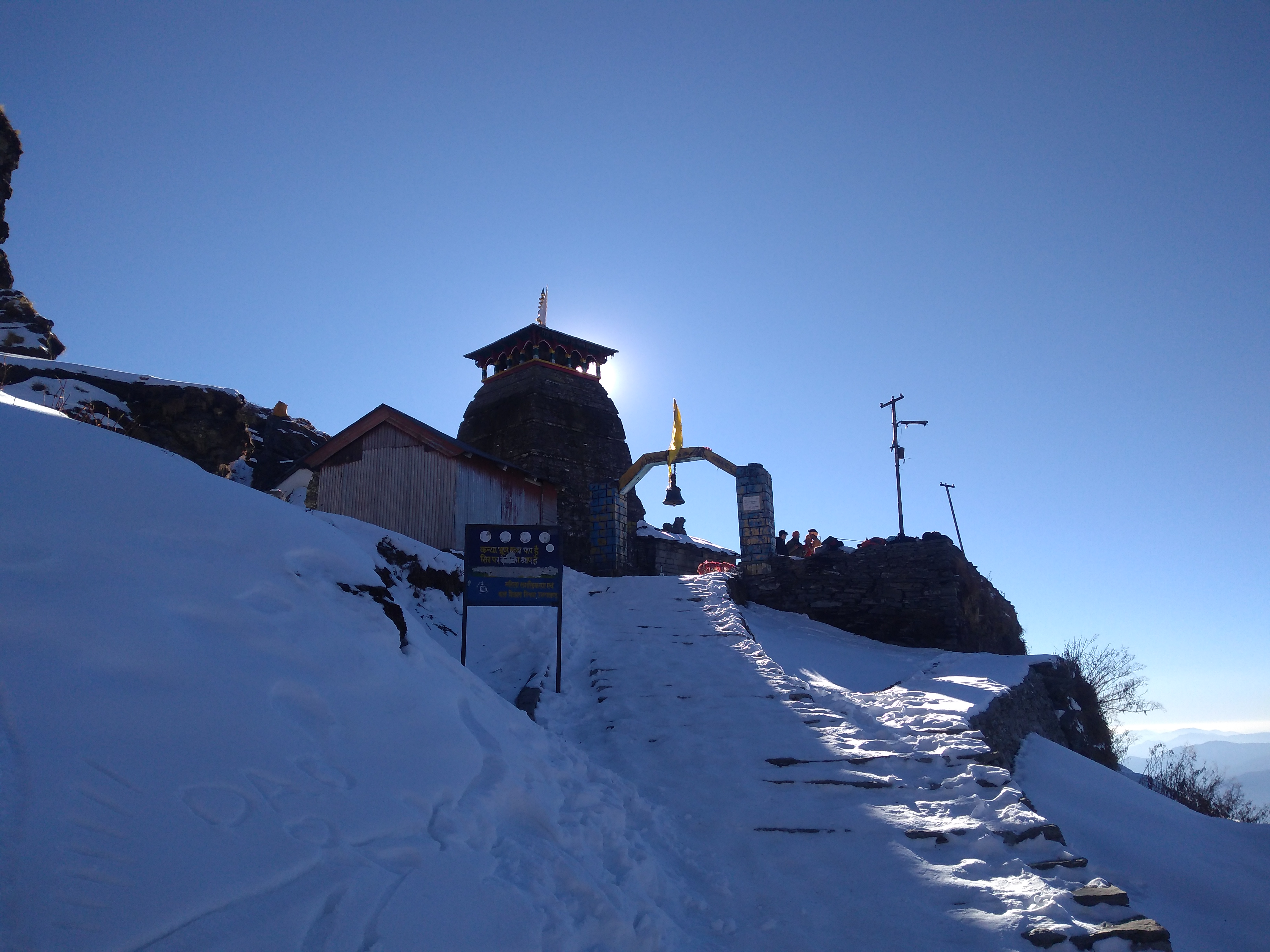
Templo de Tungnath en invierno

El clima suele ser fresco durante todo el año. Los veranos son agradables y la temperatura media ronda los 16 grados durante el día. Los inviernos son muy fríos y la temperatura desciende por debajo del punto de congelación con mucha frecuencia. La mejor época para visitar el templo es de abril a septiembre. Debido a las fuertes nevadas, el templo de Tungnath permanece cerrado durante unos seis meses en invierno.

## Senderismo y acceso
La ruta de 5 km comienza en Chopta (2.926 m), el punto más cercano de la carretera nacional 58. Chopta está a 23,9 km de Rudraprayag en dirección a Karnaprayag. Chopta está a 23,9 km (15 mi) de Rudraprayag en dirección a Karnaprayag y se llega desde Rishikesh a través de Devprayag, Srinagar y Rudraprayag.
De todas las rutas de senderismo de Panch Kedar, la de Tungnath es la más corta: sólo 5 km desde Chopta (en la carretera Ukhimath-Gopeshwar) que pueden recorrerse en unas 4-5 horas (dependiendo de la capacidad física del senderista). La ruta es una subida empinada (2.926-3.459 m), el camino está pavimentado con piedra y hay bancos a intervalos. El camino está rodeado de vistas panorámicas y de una flora y fauna cautivadoras a ambos lados. Por lo general, la peregrinación a Tunganath se realiza como parte de la ruta Panch Kedar, que recorre los cinco templos en una ruta de 170 km (carretera y ruta) que parte de Rishikesh en el orden siguiente: Kedarnath, Tungnath, Rudranath, Madhyamaheswar y Kalpeshwar. Los pocos peregrinos que emprenden esta peregrinación a pie al santuario lo hacen en los meses de verano (de finales de abril o principios de mayo a octubre), ya que el templo permanece nevado e inaccesible. Durante este periodo, incluso Chopta, la carretera más cercana, permanece desierta. Pero se dice que pocos adeptos acuden a la zona durante el invierno evitando a los peregrinos. La empinada subida a Chandarshila es de 2 km.
El aeropuerto más cercano es el de Jolly Grant, en Dehradun (258 km). La estación de ferrocarril más cercana está en Rishikesh (241 km).

### Ravana Shila / Montaña que habla
Ravana shila se encuentra encima del templo de Tungnath, hay un pequeño templo que se conoce como Chandra Shila. Ravana Shila o montaña parlante tiene su propia importancia histórica relacionada con el Ramayana. Tras matar a Ravana, Rama fue acusado del pecado de Brahmahatya. Comenzó entonces austeridades para Shiva y le pidió que le liberara del pecado de matar a un brahmán (Ravana). Durante su penitencia, construyó el templo Ramanathaswamy en Rameshwaram, en Tamil Nadu. El templo de Rameshwaram es uno de los 12 Jyotirlingas.